# Bertha Malzacher-Jung

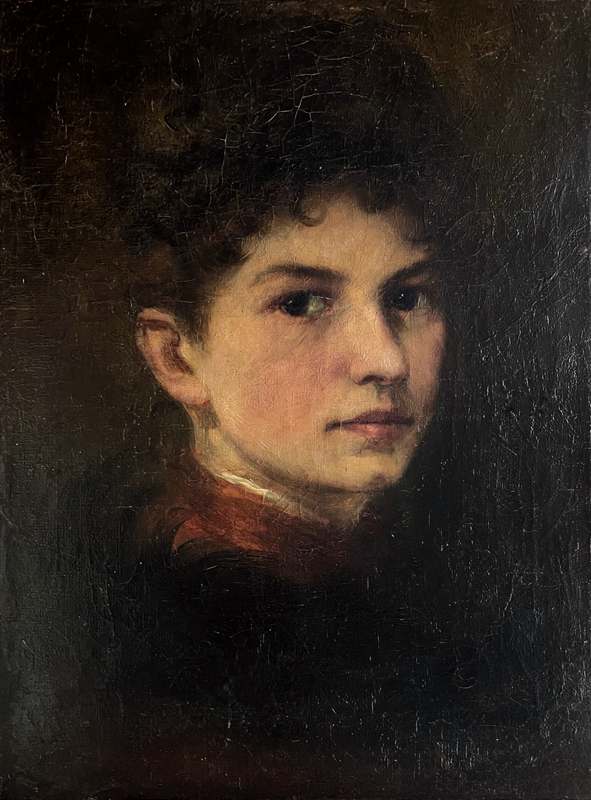
Bertha Malzacher: Selbstbildnis

Bertha Malzacher-Jung (* 21. Februar 1866 in Tübingen; † 3. Juni 1931 in Stuttgart) war eine württembergische Malerin, die sich auf Auftragsporträts, Stillleben und Landschaftsmalerei spezialisiert hatte. Als Gründungsmitglied des Württembergischen Künstlerinnenvereins in Stuttgart gehörte sie in Deutschland zu den Wegbereiterinnen für das Recht der Frau auf Berufstätigkeit. Sie war mit dem Stuttgarter Landschafts- und Porträtmaler Otto Jung verheiratet.

## Leben
Bertha Malzacher wurde am 21. Februar 1866 als fünftes Kind der Bertha Roller-Malzacher (1831–1867) und des Oberjustizrats Wilhelm Malzacher (1831–1899) in Tübingen geboren. Die aus der wohlhabenden Stuttgarter Unternehmerfamilie Roller stammende Mutter starb 1867 kurz nach der Geburt des sechsten Kindes. Als der Vater als Senatspräsident ans Oberlandesgericht in Stuttgart berufen wurde, brachte er seine drei Töchter mehrere Jahre in einem Schulschwesterninstitut in Rottenburg unter. Bertha Malzacher war bei Eintritt 5 Jahre alt und behielt die klösterliche Erziehung in traumatischer Erinnerung. Nach dem Austritt war sie psychisch angeschlagen, litt unter ständigen Schuldgefühlen und Beichtzwang. Ihr künstlerisches Talent bestärkte sie im Entschluss, ein selbstbestimmtes, unabhängiges Leben zu führen.
Von 1883 bis 1892 studierte sie an der Königlichen Kunstschule Stuttgart und gehörte damit zu den ersten Frauen, die in Deutschland für ein Kunststudium zugelassen wurden. Ihre Lehrer waren der Landschaftsmaler Albert Kappis (1836–1914) und der Hauptvertreter des schwäbischen Realismus, Friedrich von Keller (1840–1914). Anfang 1891 lernte sie den Mitstudenten Otto Jung (1867–1935) kennen. Die ältere Studentin übernahm in den Anfangsjahren ihrer Bekanntschaft die Rolle der Mentorin. Otto Jung hingegen half ihr, sich von ihren religiösen Zwängen zu lösen.
Nach Beendigung ihres Studiums gehört Bertha Malzacher neben der etablierten Stilllebenmalerin und Hauptinitiantin Anna Peters (1843–1926), den Künstlerinnen Sally Wiest (1866–1952) und Magdalena Schweizer (1858–1923) zum engeren Kreis der Gründungsmitglieder des im Jahr 1893 ins Leben gerufenen Württembergischen Künstlerinnenvereins. Sie arbeitete als freiberufliche Künstlerin und nahm regelmäßig an Ausstellung des Vereins teil.
1894 verlobte sich Bertha Malzacher mit Otto Jung und teilte mit ihm ein Atelier an der Werastraße in der Nähe der Kunstschule Stuttgart. Die Ehe wurde 1898 geschlossen. In den Jahren 1899, 1901 und 1904 brachte Bertha Malzacher-Jung drei Kinder zur Welt. Sie malte weiterhin, obwohl ihre Tätigkeit als Künstlerin stark unter dem Familienleben litt. Otto Jung ließ die Familie oft mehrere Wochen alleine zurück, um Damenklassen zu unterrichten und unter anderem Aufträge in Albstadt/Ebingen oder Gießen (Hessen) wahrzunehmen. Malzacher-Jung begann unter der Situation zunehmend zu leiden und die Ehe verlief unglücklich.
Mit dem Ersten Weltkrieg und der anschließenden Wirtschaftskrise in Deutschland verschlechterte sich die finanzielle Situation der Familie Jung. Bertha Malzacher-Jung war gezwungen, hinter ihrem Mann zurückzustehen und malte praktisch nicht mehr, um sich vollumfänglich um ihre Kinder zu kümmern. Schließlich führten zunehmende körperliche Beschwerden und die Abnabelung der bald erwachsenen Kinder bei der Malerin auch zu psychischen Problemen. Im Dezember 1925 wurde sie von ihrem Ehemann in die Nervenheilanstalt Kennenburg bei Esslingen am Neckar eingewiesen, wo man eine hysterische Persönlichkeit diagnostizierte.
Mehrere Monate wurde Malzacher-Jung unter Hypnose behandelt. Noch während ihres Aufenthalts in der Klinik begann sie nach fast 15-jähriger Unterbrechung wieder zu malen. Sie starb 1931, ohne ihre psychischen Beschwerden überwunden zu haben.

## Schaffen
Bertha Malzacher-Jungs Frühwerk ist vom Einfluss ihres Lehrers Friedrich von Keller gekennzeichnet. Sie malte großformatige, kraftvolle Ölporträts mit schwungvoller, teilweise verspielter Pinselführung. Den Kritikern stach ihr Talent ins Auge, doch man mahnte sie aufgrund ihrer allzu unverkrampften Herangehensweise auch öfters zur Mäßigung. Ihre Blumenstillleben, Natur- und Tierstudien erinnern stark an die damalige Mentorin der Stuttgarter Kunstpionierinnen, Anna Peters. Die teilweise altmeisterlich detailverliebt anmutenden Stillleben bestechen einerseits durch ihren betonten Realismus, andererseits durch ein zufälliges, fast nachlässiges Arrangement.
Mit der Geburt der Kinder wandte Bertha Malzacher-Jung sich vorwiegend Motiven aus dem Familienkreis zu. Es entstanden zahlreiche Zeichnungen und Gemälde nach Fotografien der Kinder mit angedeuteten Merkmalen des Jugend- und Reformstils. Neben der Ölmalerei begann Malzacher-Jung mit fast hyperrealistischer Wachsmalerei und grafischen Techniken, wie den gerade erst neu aufgekommenen Schabkartons zu experimentieren. Die expressive Strichtechnik lässt ihr Ringen um den eigenen künstlerischen Ausdruck und den Willen, sich vom Einfluss des Ehemannes zu lösen, erkennen. Otto Jung respektierte seine Frau als Hausfrau und Mutter, versagte ihr aber zunehmend die Unterstützung als Künstlerin.
Malzacher-Jungs künstlerische Umbruchphase wurde mit dem Ausbruch des Ersten Weltkrieges jäh unterbrochen. Erst wenige Jahre vor ihrem Tod fand sie zur Malerei zurück, doch fehlte ihr nun der regelmäßige Austausch mit kunstinteressierten Kreisen außerhalb der Familie. Neben weiteren Grafiken in Schabtechnik entstanden auffallend reduzierte Früchtestillleben und Porträts in schlichter Frontalsicht, die an avantgardistische Werke der neuen Sachlichkeit erinnern. Sie hinterließ ein überschaubares Werk, das sich aber durch eine erstaunliche Diversität auszeichnet.